# A True Tale of Robin Hood
"A True Tale of Robin Hood", Roud 3996, är en av flera medeltida ballader om Robin Hood. Balladen berättar historien om Robin Hood, från tiden innan han blev laglös fram till hans död.